# Song Hồ, Nagqu
Song Hồ (tiếng Trung: 双湖县; bính âm: Shuānghú Xian; chữ Tạng: མཚོ་གཉིས་རྫོང་།; Wylie: mtsho gnyis don gcod khru'u) là một huyện của địa khu Nagqu (Na Khúc), khu tự trị Tây Tạng, Trung Quốc.

### Trấn
- Thố Đề La Mã (措折罗玛镇)

### Hương
- Hiệp Đức (协德乡)
- Nhã Khúc (雅曲乡)
- Dát Thố (嘎措乡)
- Thố Đề Cường Mã (措折强玛乡)
- Đa Mã (多玛乡)
- Ba Lĩnh (巴岭乡)